# Pierre Meusnier
Pour les articles homonymes, voir Meffre.
Pierre Meusnier (né à Paris en mars 1711 et mort à Tours le 29 septembre 1781) est un architecte tourangeau.

## Biographie
Il était le fils du peintre du roi Philippe Meusnier, peintre de quadratura à Versailles et au Palais-Royal à Paris, conseiller et trésorier de l'Académie royale de peinture et de sculpture.
Architecte et ingénieur des bâtiments du roi, il fut envoyé en Touraine en tant qu'inspecteur des bâtiments du roi et inspecteur des turcies et levées de la Loire.
Établi à Tours, il se vit confier le réaménagement et l'extension du « Logis Bourbon » de l'abbaye de Fontevraud et annexes (1738-1747) afin de recevoir les quatre filles cadettes de Louis XV. Réalisations qui ne contribuèrent pas peu à sa renommée en Val-de-Loire.
En 1757-1759, Meusnier édifia l'hôtel des marchands de Tours, dénommé "hôtel des consuls" au XVIIIe siècle, "Palais du Commerce" aujourd'hui. Cet édifice demeure avec la chartreuse du Liget près de Loches et le château des Ormes, l'une de ses plus belles réalisations en Val-de-Loire. 
En 1757-1764, il engagea la reconstruction du château des Ormes entre Touraine et Poitou pour le comte Marc-Pierre de Voyer de Paulmy d'Argenson lors de son exil sur ses terres par Louis XV.
L'architecte-ingénieur fut aussi échevin de la ville de Tours en 1770 en remplacement de Sain de Bois-le-Comte. Il donna sa démission en 1779.

## Réalisations
- château de la Branchoire à Chambray-lès-Tours
- chartreuse du Liget, portail et bâtiments XVIIIe, près de Loches
- abbaye de Fontevraud, Logis Bourbon - réaménagement et l'extension (1738-1747)
- Palais du Commerce de Tours
- château des Ormes
- hôtel Liebert de Nitray
- hôtel Cottereau
- hôtel Lefèvre de Montifray, dit aussi hôtel Mame
- hôtel de Pierre Meusnier
- maison canoniale du Curé de Tours, dit aussi hôtel de Fontenay-Davidsard
- château du Pilorget
- hôtel de Jacques Cormier de la Picardière
- château de Grillemont
- château de l'Olivier à Rochecorbon
- château d'Argenson à Maillé
- château de la Farinière à Cinq-Mars-la-Pile
- château de la Rochefuret à Ballan-Miré
- château de la Gruette à Saint-Cyr-sur-Loire
- château de la Borde à Joué-lès-Tours
- Manoir des Basses Rivières à Rochecorbon